# Diocese de Lichinga
A Diocese de Lichinga (em latim: Diœcesis Lichingænsis) é uma circunscrição eclesiástica da Igreja Católica situada em Lichinga, em Moçambique. Seu atual bispo é Atanásio Amisse Canira. Sua Sé é a Catedral de São José.
Possui 21 paróquias servidas por 38 padres, assistindo a uma população abrangida de 1 352 860 habitantes, com 19,6% da população jurisdicionada batizada (265 700 católicos).

## História
A Diocese de Vila Cabral foi erigida em 21 de julho de 1963 com a bula Nampulensis do Papa Paulo VI, recebendo o território da diocese de Nampula (hoje arquidiocese). Originalmente era sufragânea da arquidiocese de Lourenço Marques (atual Arquidiocese de Maputo).
Em 29 de julho de 1976 assumiu o nome atual.
Em 4 de junho de 1984 passa a fazer parte da província eclesiástica da Arquidiocese de Nampula.

## Prelados
|        | Nome                                   | Período    | Notas                      |
| Bispos | Bispos                                 | Bispos     | Bispos                     |
| ------ | -------------------------------------- | ---------- | -------------------------- |
| 5º     | Atanásio Amisse Canira                 | 2015-atual |                            |
| 4º     | Elio Giovanni Greselin, S.C.I.         | 2008-2015  |                            |
| 3º     | Hilário da Cruz Massinga, O.F.M.       | 2003-2008  | Nomeado Bispo de Quelimane |
| 2º     | Luís Gonzaga Ferreira da Silva, S.J. † | 1972-2003  |                            |
| 1º     | Eurico Dias Nogueira †                 | 1964-1972  | Nomeado Bispo de Lubango   |